# Fedora (Giordano)
Fedora és una òpera en tres actes d'Umberto Giordano segons un llibret en italià d'Arturo Colautti, basat en Fédora de Victorien Sardou. S'estrenà al Teatro Lirico de Milà el 17 de novembre de 1898 i fou un èxit immediat, en part a causa de la gran actuació d'Enrico Caruso.
Juntament amb Andrea Chénier i Siberia, és un dels treballs més notables de Giordano. Fedora no forma part del repertori operístic estàndard, però es representa de vegades i hi ha uns quants enregistraments.
Està ambientada a Rússia, França i Suïssa a finals del segle xix. Compren el fragment El rossinyol del compositor rus Alexandre Aliabiev.